# Toui à tête jaune
Forpus xanthops
Espèce
Statut de conservation UICN

 VU D1+2 : Vulnérable
Statut CITES
Le Toui à tête jaune (Forpus xanthops) est une espèce d'oiseau appartenant à la famille des Psittacidae.

## Description
Avec 14 à 15 cm de longueur, il s'agit de la plus grande espèce appartenant au genre Forpus.
Cet oiseau présente un plumage vert, coloration plus intense sur les parties supérieures. Le nom spécifique est lié au masque facial jaune assez étendu. Une ligne bleue souligne l'arrière de chaque œil. La poitrine et le ventre sont jaune vert, le croupion et les rémiges bleus. Le bec et les iris sont bruns, les pattes roses.

## Habitat
Cet oiseau vit dans les savanes et les bosquets ouverts et secs entre 600 et 1 700 m d'altitude.

## Répartition
Il vit dans une aire très restreinte du bassin amazonien au Pérou, aussi est-il menacé d'extinction.